# Tiempo para amar (novela)
Tiempo para amar (título original en inglés Time Enough for Love) es una novela de ciencia ficción de Robert A. Heinlein publicada por primera vez en 1973. La novela fue nominada al premio Nébula a la mejor novela de 1973 y a los premios Hugo y Locus de 1974 ganando el premio Prometheus en la Categoría Hall of Fame de 1998.

## Argumento
La novela se desarrolla en el mismo universo que la Historia del futuro de Heinlein. Está protagonizada por el inmortal Lazarus Long, un alter ego del propio Heinlein, protagonista de su novela anterior Los hijos de Matusalén.

## Ediciones en español
- Heinlein, Robert A. (1979). Tiempo para amar (Manuel Espín, trad.). Barcelona: Martínez Roca. ISBN 84-270-0488-5.
- Heinlein, Robert A. (2006). Tiempo para amar (Marta García, trad.). Arganda del Rey (Madrid): La Factoría de Ideas. ISBN 84-9800-237-0.